# Comté de Cue
Le Comté de Cue est une zone d'administration locale à l'est de l'Australie-Occidentale en Australie. Le comté est situé à 420 kilomètres à l'est-nord-est de la ville de Geraldton et à environ 620 kilomètres au nord-nord-est de Perth, la capitale de l'État.
Le centre administratif du comté est la ville de Cue.
Le comté est divisé en un certain nombre de localités:
- Cue
- Austin
- Big Bell
- Day Dawn
- Reedy
- Tuckanarra
- Weld Range

Le comté a 7 conseillers locaux sur 3 circonscriptions.